# العلاقات الصينية المصرية
العلاقات الصينية المصرية هي العلاقات الثنائية التي بين كل من جمهورية الصين وجمهورية مصر العربية.

## نبذة تاريخية
تعتبر مصر والصين من أقدم وأثرى الحضارات في العالم، وتلاقت الحضارتان على مر العصور تجارياً وثقافياً، ومع قيام جمهورية الصين الشعبية في أكتوبر 1949 ونجاح ثورة يوليو 1952 في مصر، تلاقت توجهات البلدين في الدفاع عن قضايا العالم الثالث، وكان لقاء الرئيس جمال عبد الناصر ورئيس الوزراء الصيني «شو إن لاي» في عدة مناسبات (رانجون – باندونج)، ثم إقامة العلاقات الدبلوماسية بين البلدين في 30 مايو 1956 لتكون بذلك مصر أول دولة عربية وأفريقية تقيم علاقات دبلوماسية مع جمهورية الصين الشعبية، وكانت هذه الخطوة نقطة فارقة في علاقات الصين الدولية في ظل مناخ الحرب الباردة حيث كان لدور مصر الرائد على المستويين العربى والافريقى تأثيره الكبير على الساحة الدولية، وتوالى الاعتراف بعد ذلك بجمهورية الصين الشعبية.
شهدت العلاقات المصرية الصينية تطوراً مستمراً في كافة المجالات علي مدار العقود الخمس الماضية، وقد أثبتت هذه العلاقات قدرتها على مواكبة التحولات الدولية والإقليمية والداخلية، ومما ساعد على ذلك تميز تلك العلاقات منذ إقامتها بخلوها من أي تعارض في الأهداف الاستراتيجية لكلا الدولتين اللتين تنتهجان استراتيجيات وسياسات تكاد تكون متوافقة من حيث السعي والعمل من أجل السلام في كافة أرجاء العالم والدعوة إلى ديمقراطية العلاقات الدولية وإقامة نظام دولي سياسي واقتصادي منصف وعادل واحترام خصوصية كل دولة، فضلاً عن تفهم كل طرف للقضايا الجوهرية للطرف الآخر وتبادلهما التأييد في هذا الصدد، فمصر تؤكد دائماً أن هناك صين واحدة وتعارض استقلال تايوان، كما أن الصين تؤيد الرؤية المصرية لإحلال السلام في الشرق الأوسط وحل القضية الفلسطينية ومبادرة الرئيس مبارك لجعل الشرق الأوسط منطقة خالية من أسلحة الدمار الشامل، وقد تعمق هذا الفهم والتأييد المتبادل بصورة أكبر مع توقيع الرئيسين حسني مبارك وجيانج تسه مين في 5 إبريل 1999 على إعلان الشراكة الاستراتيجية بين الدولتين.
و تطورت العلاقات بين البلدين اثناء زيارة الرئيس الصيني القاهرة في يناير 2016 وتوقيع الاتفاقية الاستراتيجية الشاملة مع السيد الرئيس عبد الفتاح السيسي و تم خلالها توقيع العديد من الاتفاقيات منها اتفاقية المنطقة الحرة في قناة السويس والقطار الكهربائي وحي المال والأعمال بالعاصمة الادارية الجديدة و تبادل الزيارات السياسية رفيعة المستوى مدى عمق العلاقات الإستراتيجية بين مصر والصين.

## العلاقات الاقتصادية والتجارية
- يعمل الجانبان على تشجيع وزيادة الاستثمارات الصينية في مصر، والعمل على التوصل لاتفاق المرحلة الثانية من المنطقة الاقتصادية الخاصة بشمال غرب السويس في ضوء ما يواجه هذا المشروع من صعوبات، إضافة إلى تطوير جنوب مصر ومنطقة البحر الأحمر، والعمل على توسيع أنشطة الشركات الصينية العاملة في مجال الاتصالات وتكنولوجيا المعلومات في مصر حيث تسعى مصر إلى إنشاء قرية تكنولوجية على غرار المنطقة التكنولوجية ببكين بالاستعانة بالخبرات الصينية في هذا الصدد.
- حقق التعاون بين البلدين في مجال البترول شوطاً كبيراً شمل التصنيع المشترك للحفارات والتنقيب والتصنيع المشترك للمواسير، بالإضافة إلى مجالات أخرى غير نفطية مثل تصنيع الوقود الحيوي وبدائل الغاز الطبيعي، إلى جانب نقل التكنولوجيا وتدريب العمالة والكوادر البشرية. وفي مجال الطاقة أبدى الجانب المصري اهتماماً كبيراً بدخول الشركات الصينية في المناقصات التي تطرحها مصر بشأن مشروعات الطاقة التقليدية والمتجددة استفادة من الإمكانيات الكبيرة للشركات الصينية في هذا المجال الذي حققت الصين فيه تقدماً كبيراً، وقد قامت بالفعل عدة شركات صينية بالدخول في عدد من المناقصات.
- تهتم مصر بالتعاون مع الصين في مجالات البيئة وتغير المناخ والتخلص من النفايات الصلبة والنفايات الخطرة، إلى جانب الاستمطار الصناعي وتدوير قش الأرز والمخلفات الزراعية والحد من التلوث الناتج عن مصانع الأسمنت واستخراج الطاقة من النفايات وسبل تدويرها، كما تهتم بتعزيز التعاون مع الصين في مجالات النقل والطرق والنقل البحري والكباري والمواصفات الفنية وتدريب الكوادر، بالإضافة إلى إمكانية الاستعانة بالخبرات الصينية في مجال القطارات فائقة السرعة.
- هذا، وقد قام وزير الري والموارد المائية بزيارة إلى الصين في شهر نوفمبر 2012 استغرقت أربعة أيام، عقد خلالها مباحثات مع نظيره الصينى وعدداً من كبار المسئولين بوزارة الموارد المائية الصينية، حيث بحثا سبل تعزيز العلاقات الثنائية في مجال الري وإدارة الموارد المائية، وتم في ختام المباحثات التوقيع على مذكرة تفاهم للتعاون بين البلدين في هذا المجال، كما قام يالسيد الوزير بزيارة مقاطعة شانشي الصينية للمشاركة في الأسبوع التاسع عشر للتعاون الزراعي الدولي ومعرض التكنولوجيا الزراعية، وكذلك زيارة أنظمة التحكم والسيطرة التابعة لسد الوديان الثالثة "Three Gorges Dam" وهو أكبر مشروع لتوليد الطاقة الكهربائية في العالم.
- تشهد العلاقات الاقتصادية بين البلدين تطوراً مستمراً إلا أن الميزان التجاري يميل بدرجة كبيرة لصالح الصين وخاصة في ظل هيكل الصادرات المصرية الذي يغلب عليه المواد الأولية ذات القيمة المضافة المنخفضة، حيث بلغ حجم التبادل التجاري بين البلدين في عام 2009 حوالى 5,9 مليار دولار منها 5,7 مليار دولار صادرات صينية لمصــر و550 مليون دولار صادرات مصرية للصين، ويسعى الجانب المصري لتعويض العجز في الميزان التجاري مع الصين من خلال تطوير حركة السياحة والسفر المتزايدة من جانب الصينيين لمصر خاصة بعد إدراج مصر على قائمة المقاصد السياحية للسياح الصينيين وتشغيل خطوط طيران مباشرة بين القاهرة وبكين (بلغ عدد السائحين الصينيين لمصر في عام 2009 نحو 100 ألف سائح)، فضلاً عن التطلع لزيادة حركة الاستثمار الصيني في مصر لاسيما وأن الصين أصبحت خلال الأعوام القليلة الماضية ونتيجة لما لديها من احتياطي ضخم من النقد الأجنبي (1,9 تريليون دولار) إحدى أهم البلدان الرئيسية المصدرة للاستثمارات، وتشير كافة المؤشرات إلى أن الاستثمارات الصينية الخارجية ستستمر في التزايد في ظل معدلات النمو العالية والمتصلة التي تحققها الصين، وذلك سواء في قطاع الصناعة أو الموارد الطبيعية أو الخدمات، وعلى الرغم من ان حجم الاستثمارات الصينية في مصر لا يزال أقل كثيراً من المتوقع، الا ان الصين جاءت في السنتين الاخيرتين على قائمة أكبر المستثمرين في مصر مما يبشر بمستقبل واعد للاستثمارات الصينية في مصر خاصة في مجال الطاقة

## منتدى التعاون العربي - الصيني
- تشهد علاقات مصر مع الصين تنسيقاً كبيراً في إطار منتدى التعاون العربي/الصيني، والذي عقد آخر اجتماعاته الوزارية في تونس في نهاير شهر مايو 2012، والذي شهد دخول المنتدى عامه التاسع، حيث كان الاجتماع فرصة لاستعراض مسيرة المنتدى منذ إنشائه عام 2004، إثر زيارة قام بها الرئيس الصيني هو جينتاو إلى مصر في يناير 2004، حيث زار مقر جامعة الدول العربية في القاهرة والتقى بالأمين العام السابق لجامعة الدول العربية وممثلين من 22 دولة عضواً في جامعة الدول العربية، وبعد اختتام الاجتماع أصدر وزير الخارجية الصيني السابق والأمين العام بياناً مشتركاً بشان تأسيس منتدى التعاون العربي/الصيني، وتسعى مصر في إطار المنتدى لجعله إطاراً لتعزيز الحوار والتعاون بين الدول العربية والصين في مختلف المجالات.
- هذا ويشمل المنتدى عدة آليات أبرزها الاجتماع الوزاري واجتماع كبار المسئولين واجتماع رجال الأعمال، إضافة إلى اجتماع حوار الحضارتين الصينية العربية، واجتماع الصداقة العربية/الصينية، واجتماع التعاون الصيني/العربي بشأن الطاقة، ومنتدى التعاون الإعلامي الصيني/العربي، يضاف إلى ذلك مؤتمر التعاون السياحي العربي/الصيني الذي تستضيف مصر اجتماعه الأول عام 2013.
- ويشار إلى أن الاجتماع الوزاري الأول للمنتدى عقد في مصر عام 2004، وتلاه الاجتماع الثاني في الصين عام 2006، والثالث في البحرين عام 2008، والرابع في الصين عام 2010، في حين عقد الاجتماع الأخير كما أسلفنا في تونس، وقد شهد الاجتماع الرابع إصدار إعلان بشأن تطوير التعاون المشترك وبناء علاقة شراكة إستراتيجية بين الصين والدول العربية.

## منتدى التعاون الصيني - الأفريقي
يعد التعاون بين مصر والصين تحت مظلة منتدى التعاون الصيني الأفريقي أحد انجح صور التعاون والتكامل الاستراتيجى الذي لعب البلدان دوراً كبيراً لانجاحه وتحقيق اهدافه بدعم التنمية في القارة الأفريقية وفي الدول الأفريقية الصديقة التي تعتبر من أهم دوائر الاهتمام الاستراتيجى لمصر، حيث تولت مصر رئاسة المنتدى إلى جانب الصين كرئيس مشارك منذ عام 2006 وحتى عام 2009، ثم تولت الصين الرئاسة وإلى جانبها مصر كرئيس مشارك منذ عام 2009 وحتى عام 2012، مما أتاح الفرصة للمزيد من التنسيق المصري/الصيني في إنجاح فترة رئاسة مصر للمنتدى، وكذا نجاح دور مصر في تعزيز العلاقات الصينية/الأفريقية ودفعها إلى مستوى أعلى، وفي هذا الصدد يشار إلى أن السيد/ محمد كامل عمرو وزير الخارجية قد قام بزيارة إلى الصين لحضور المؤتمر الوزاري الخامس لمنتدى التعاون الصيني/الأفريقي في يوليو 2012 كمبعوث خاص للسيد الرئيس، وقد كان للجهود والمبادرات المصرية دوراً كبيراً في التنسيق بين الدول الأفريقية والصين لإصدار الإعلان وخطة عمل بكين للاعوام (2013-2015) اللذين صدرا عن القمة

## أبرز الزيارات الثنائية

### الزيارات السياسية
- تعكس الزيارات السياسية رفيعة المستوى مدى عمق العلاقات الإستراتيجية بين مصر والصين، و لا سيما عندما زار الرئيس الصيني القاهرة في يناير ٢٠١٦ و توقيع الاتفاقية الاستراتيجية الشاملة مع السيد الرئيس عبد الفتاح السيسي و تم خلالها توقيع العديد من الاتفاقيات منها اتفاقية المنطقة الحرة في قناة السويس و القطار الكهربائي و حي المال و الأعمال بالعاصمة الادارية الجديدة وقد قام بزيارة الرئيس محمد مرسي المخلوع و الذي توفي في السجن بزيارة للصين خلال الفترة 28-30 أغسطس 2012 أهمية مضاعفة في هذا الصدد لكونها الزيارة الأولى لأول رئيس مصري منتخب بعد ثورة 25 يناير لدولة كبيرة وخارج منطقة الشرق الأوسط، وبالتالى اعتبرت لفتة تعبر عن خصوصية العلاقات التاريخية بين البلدين، وما تتطلع إليه مصر من تعزيز العلاقات مع الصين في مختلف المجالات، خاصة في ضوء الحفاوة والاهتمام البالغ من قبل الجانب الصيني بالزيارة في الشقين السياسي والاقتصادي، حيث أجرى الرئيس خلالها مباحثات مع كل من الرئيس الصيني هو جينتاو ونائب الرئيس شي جينبينج ورئيس البرلمان ووه بان جوه ورئيس الوزراء ون جياباو، وقد أكد الجانب الصيني احترامه لخيارات الشعب المصري في النظام السياسي والطريق والمسار التنموي الخاص به بإرادته المستقلة، مرحباً بالانجازات الإيجابية التي حققتها مصر بعد ثورة 25 يناير، معرباً عن تهانيه للشعب المصري بإتمام الانتخابات الرئاسية وتشكيل الحكومة الجديدة، مؤكداً دعمه لكافة جهود مصر في تحقيق التنمية الاقتصادية والاجتماعية للشعب المصري.
- شهدت الزيارة التوقيع على سبعة اتفاقيات ثنائية شملت اتفاق بين الحكومتين للتعاون الاقتصادي والفني، واتفاق بين وزارة الزراعة واستصلاح الأراضي المصرية ووزارة العلوم والتكنولوجيا الصينية للتعاون في إقامة مراكز نموذجية للتقنيات الزراعية، ومذكرة تفاهم بين وزارة الاتصالات وتكنولوجيا المعلومات المصرية ووزارة الصناعة والمعلوماتية الصينية حول التعاون في مجال المعلومات والاتصالات، ومذكرة تفاهم بين وزارة الدولة لشئون البيئة المصرية ووزارة حماية البيئة الصينية حول التعاون البيئي، والبرنامج التنفيذي بين وزارة السياحة المصرية والهيئة الوطنية الصينية للسياحة حول التعاون في مجال السياحة، واتفاقية بشأن تقديم بنك التنمية الصيني تسهيلات ائتمانية للبنك الأهلي المصري بقيمة 200 مليون دولار، واتفاقية إطارية بين وزارة البحث العلمي المصرية وبنك التنمية الصيني في مجال التخطيط والاستشارات.
- هذا وقد رافق السيد الرئيس 8 وزراء وأكثر من 70 رجل أعمال الذين حضروا على هامش الزيارة ملتقى رجال الأعمال المصريين والصينيين وشارك فيه العديد رجال الأعمال الصينيين ورؤساء الشركات العامة والعملاقة المملوكة للدولة والخاصة.
- زار السيد/ محمد كامل عمرو وزير الخارجية الصين في مارس 2012، حيث أجرى مباحثات مع نظيره الصيني يانج جيتشي ونائب الرئيس الصيني شي جينبينج، وبحث الجانبان سبل تعزيز العلاقات الثنائية في المجالات الاقتصادية والتجارية والاستثمارية والتكنولوجية وسبل تعزيز الصين لاستثماراتها في مصر خاصة في منطقة شمال غرب السويس، كما قام السيد الوزير بزيارة أخرى للصين في يوليو 2012 كمبعوث للسيد الرئيس لحضور الاجتماع الوزاري الخامس لمنتدى التعاون الصيني/الأفريقي الذي استضافته بكين.
- على الجانب الآخر قام عدد من كبار المسئولين الصينيين بزيارة مصر في مرحلة ما بعد 25 يناير، أبرزهم نائب وزير الخارجية الصيني جاي جون الذي زار مصر في مارس 2011، حيث التقى بوزير الخارجية السابق وعدد من كبار المسئولين المصريين، وبحث الجانبان تعزيز العلاقات الثنائية، هذا إلى جانب وزير الخارجية الصيني يانج جيتشي الذي زار مصر في مايو 2011، حيث التقى برئيس المجلس الأعلى للقوات المسلحة السابق ورئيس الوزراء السابقين، إلى جانب وزير الخارجية والأمين العام للجامعة الدول العربية في حينه، وبحث الجانبان سبل تعزيز العلاقات الثنائية في مرحلة ما بعد الثورة ودفع العلاقات الاقتصادية بين الجانبين وتعزيز الاستثمارات الصينية في مصر.
- هذا، وقد قام نائب وزير التجارة الصيني فو زي يينج بزيارة إلى القاهرة في مايو 2012 التقى خلالها بعدد من كبار المسئولين المصريين من أجل تعزيز التعاون الاقتصادي والتجاري بين الجانبين، وقد تم التوقيع خلال الزيارة على اتفاقية للتعاون الاقتصادي يتم بموجبها تقديم الصين منحة لمصر تقدر بـ9 مليون دولار، ومن جانبه أكد نائب الوزير الصيني على رغبة الجانب الصيني في استمرار دعم وتنفيذ برامج التعاون الثنائي بين مصر والصين في المستقبل، الأمر الذي يعد دليلاً على موقف الصين الداعم لثورة 25 يناير ولخيارات الشعب المصري في تقرير مصيره والانتقال السلس للسلطة، وعلى الجانب الآخر قدمت الصين منحة إضافية لمصر تشمل 700 سيارة شرطة وجهازين تفتيش للحاويات.

### الزيارات البرلمانية والحزبية
- تعتبر العلاقات بين البرلمانين المصري والصيني من أبرز أوجه العلاقات بين البلدين، وهو ما انعكس على الزيارات المتبادلة بين البرلمانين في البلدين، حيث قام رئيس مجلس الشعب الأسبق بزيارة الصين عدة مرات، كما قام عدد من البرلمانيين الصينيين بالعديد زيارات لمصر.
- قام وفد من حزب الحرية والعدالة برئاسة الدكتور/ أحمد دياب، عضو المكتب التنفيذي للحزب بزيارة إلى الصين في نهاية شهر مارس 2012 التقى خلالها مع كل من نائب رئيس الإدارة الدولية باللجنة المركزية للحزب الشيوعي الصيني ومدير إدارة غرب آسيا وشمال أفريقيا بوزارة الخارجية الصينية، حيث تناول اللقاءان التطورات الداخلية في مصر وسبل تعزيز العلاقات الثنائية مع الصين في المجالات البرلمانية والحزبية والاقتصادية، فضلاً عن القضايا الدولية والإقليمية ذات الاهتمام المشترك وعلى رأسها الأوضاع في الشرق الأوسط والقضية الفلسطينية.